# 降A小調
降a小調是從降A音開始的音樂的小調，組成的音有降A、降B、降C、降D、降E、降F、G及降A。降A小調是一個有七個降號的調。與升G小調異名同音。在其和聲小調中，原本的降G音要被還原成G音。
它的關係調是降C大調，並行大調是降A大調。